# Ocoita servae
Ocoita servae was een hooiwagen uit de familie Agoristenidae. Na 2023 de geldige combinatie is als junior synoniem van Ocoita tapipensis González-Sponga, 1987